# Upplands runinskrifter 377
Upplands runinskrifter 377 är en runsten från Velamby, Vidbo socken i Sigtuna kommun. 
Stenen avbildades under tidigt 1600-tal och stod då på sin ursprungliga plats. I mitten av 1800-talet ska stenen ha blivit sönderslagen och använd som grund i diverse uthus på en intilliggande gård. Endast ett litet fragment av runstenen har återfunnits.

## Inskriften
Translitterering av runraden:
[kunar × auk × ketilau × litu × stain × rita × ok ' bru × kiara × iftiʀ × oloh × tutur ' sina in suain risti ...nar]
Normalisering till runsvenska:
Gunnarr ok Kætiløy letu stæin retta ok bro gæra æftiʀ Olog, dottur sina. En Svæinn risti [ru]naʀ.
Översättning till nusvenska:
Gunnar och Kättilö lät resa sten och göra bro efter Olog, sin dotter. Och Sven ristade runorna.

## Inskriftens namn
Kvinnonamnet Olog (Ólaug) är unikt bland runinskrifterna. Möjligtvis är namnet felstavat och syftar egentligen till namnet Olof (Ólôf) som är en feminin motsvarighet till mansnamnet Olof (ÓlafR). Kvinnonamnet Olof förekommer på ett tiotal runstenar.

## Ornamentik
Runslingan tillhör Ann-Sofie Gräslunds typologiska indelning Pr4, vilket gör att stenen har en relativ datering till åren 1070-1100. 

## Ristare
Runristningen är signerad av Sven.